# CZ Loko EffiShunter 1000
Die Fahrzeuge des Typs EffiShunter 1000 sind dieselelektrische Lokomotiven des tschechischen Herstellers CZ Loko. Die Maschinen sind etwas größer als die Lokomotiven des Typs EffiShunter 1000M und haben ein anderes Laufwerk sowie eine andere Motorisierung.
Die Lokomotiven werden von der tschechischen Eisenbahnverkehrsgesellschaft ČD Cargo (ČDC) und anderen Gesellschaften als Rangierlokomotive sowie im Güterverkehr eingesetzt. Einige Lokomotiven wurden an Gesellschaften wie Mercitalia Shunting & Terminal, Dinazzano Po und Rail Traction Company in Italien sowie Gesellschaften in Slowenien verkauft.

## Geschichte

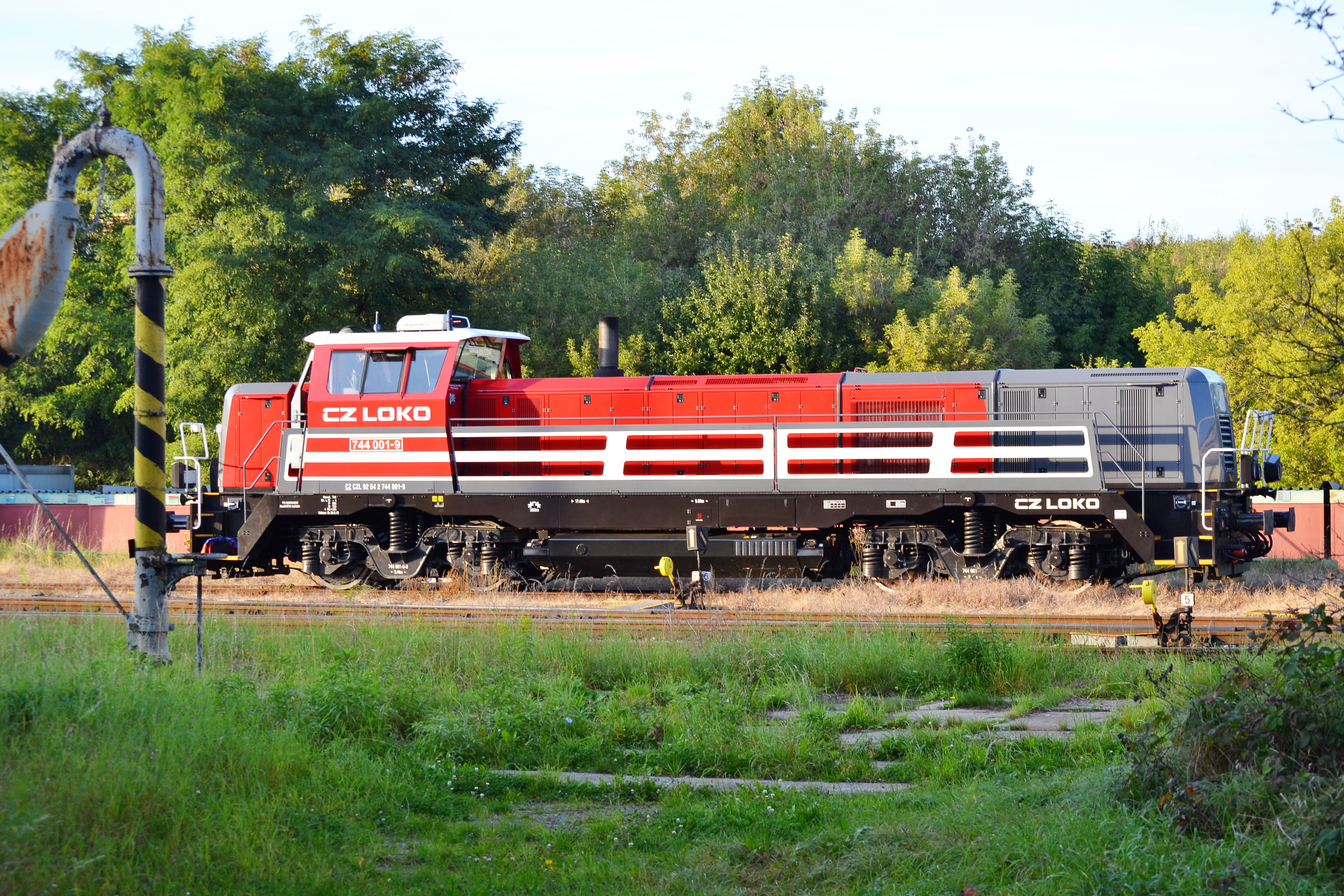
Prototyplokomotive 744 001 (2014)

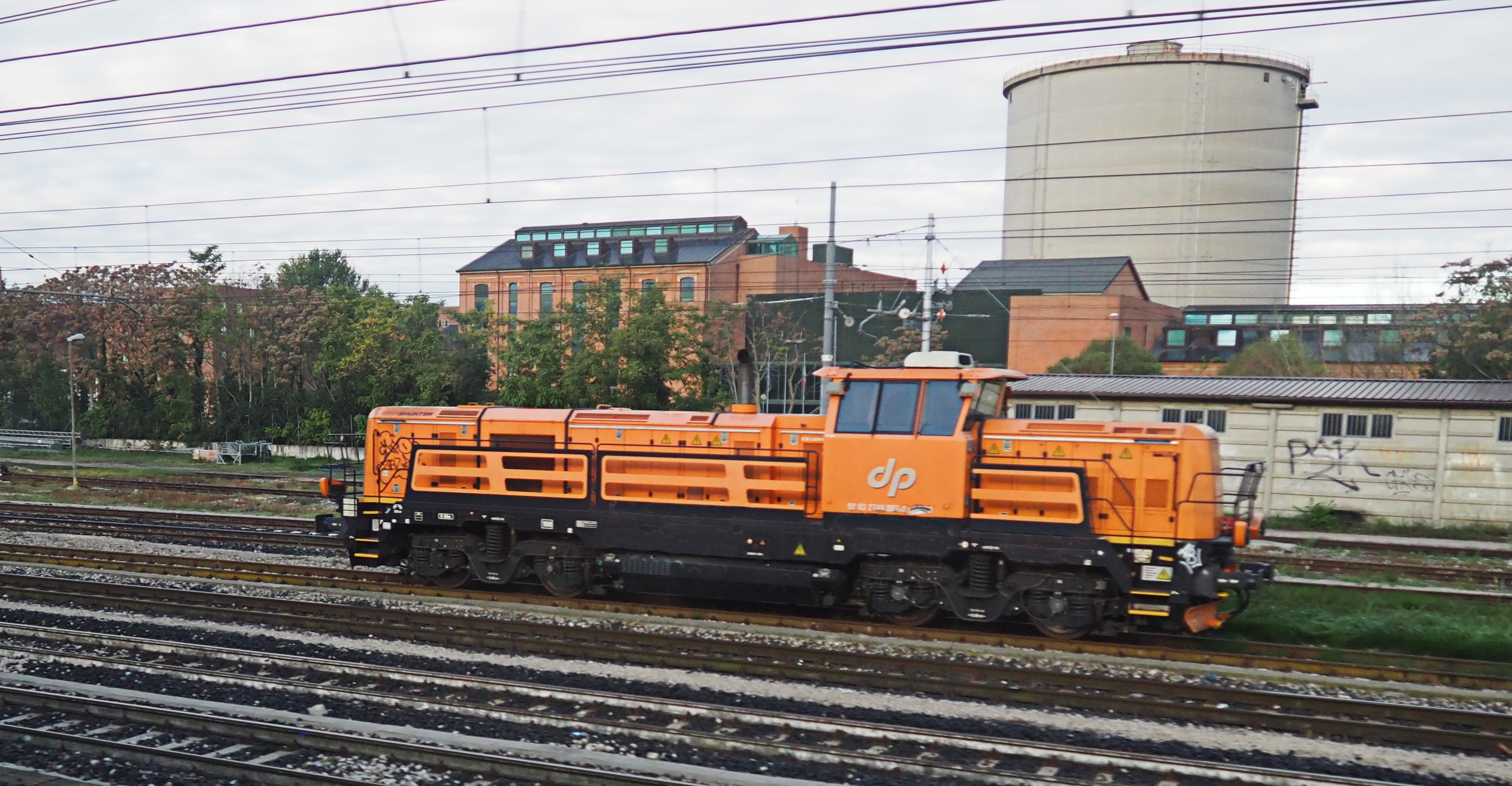
EffiShunter 1000 bei Dinazzano Po S.p.A. (2022)

Die Lokomotiven gehen auf die Prototyplokomotive 744 001 zurück, die 2012 bei CZ Loko entstand und sich im Besitz des Herstellers befindet. Diese Lokomotive wird gelegentlich an interessierte Kunden vermietet. Nach einer mehrjährigen Pause entstand 2016 die bauähnliche Lokomotive 744 101, die im August desselben Jahres auf dem Eisenbahnversuchsring Velim getestet wurde. 2019 wurde eine Lokomotive auf der Messe Rail Business in Ostrava ausgestellt. Im gleichen Jahr begann die Serienproduktion der Fahrzeuge.
Bisher (Stand 2024) sind 55 Lokomotiven der Reihe verkauft worden. An ČD Cargo gingen dabei zehn Lokomotiven, die die Nummern 744 110–114 und 120–124 bekamen. Die EffiShunter 1000 werden zur Modernisierung der Diesellokomotivenflotte auch in Italien und Slowenien verwendet.

## Einsatz
Die Lokomotiven werden im Bahnhofsverschub, im Rangierdienst sowie in größeren Industriebetrieben und auf Übergabegleisen eingesetzt. Auch für Übergabefahrten können sie verwendet werden. Die Ausrüstung der Lokomotiven mit ETCS ist möglich. Die Lokomotiven sind in der Lage, auf einer Steigung von 4 ‰ eine Last von 2850 t mit 15,1 km/h, eine Last von 2100 t mit 20,4 km/h und eine Last von 1200 t mit 32,5 km/h zu schleppen.
Nach Herstellerangaben besitzen sie einen Serviceintervall von zwei Monaten oder alle 30.000 Kilometer.

## Technische Merkmale
Die Drehgestelle sind über Flexicoil-Federung mit dem Rahmen der Lokomotive verbunden, die mit Elementen gegen Verformungsenergie ausgerüstet sind. Im vorderen längeren Vorbau sind der Dieselmotor mit dem Drehstromgenerator, die elektrische Steuerung, der Block für die Kühlung des Motors sowie der Block für die Drucklufterzeugung untergebracht. Hinter dem hoch angeordneten Führerhaus befindet sich der Block für die elektrodynamische Bremse und der Block für die Hilfsbetriebe.
Die Kraftübertragung erfolgt mit Drehstrom-Asynchron-Fahrmotoren. Die Lokomotiven sind mit einer automatischen Geschwindigkeitsregulierung versehen. Die Bremsen sind von DAKO-CZ hergestellt, es ist eine elektrodynamische Bremse vorhanden. Die Handbremsen sind als Federspeicherbremse ausgeführt. Sämtliche Bremsen sind Scheibenbremsen. Ein Gleitschutz ist ebenfalls vorhanden.